# Siergiej Turżanski
Siergiej Ludwigowicz Turżanski, ros. Сергей Людвигович Туржанский (ur. w 1888 r. w guberni woroneskiej, zm. 16 sierpnia 1965 r. w Mentonie) – rosyjski wojskowy (porucznik), żołnierz Rosyjskiego Korpusu Ochronnego podczas II wojny światowej, emigracyjny działacz kombatancki, publicysta.
Służył w armii rosyjskiej. Brał udział w I wojnie światowej. Jesienią 1918 r. wstąpił do Armii Dońskiej. Służył w semiletowskiej baterii artylerii Mieszanej Dywizji Partyzanckiej, a następnie 2 Dońskim Dywizjonie Artylerii Konnej. Doszedł do stopnia porucznika. W połowie listopada 1920 r. wraz z wojskami Białych został ewakuowany z Krymu do Gallipoli. Na emigracji zamieszkał w Bułgarii. Po zajęciu Jugosławii przez wojska niemieckie w kwietniu 1941 r., wstąpił ochotniczo do nowo formowanego Rosyjskiego Korpusu Ochronnego. Po zakończeniu wojny przybył do Francji. Działał w Stowarzyszeniu Artylerzystów Dońskich i Związku Gallipojczyków. Był autorem artykułu wspomnieniowego pt. „Dniewnik poruczika, mładszego oficera Siemiletowskoj batariei Swodno-partizanskoj diwizii Donskoj armii s 30 nojabria 1919 po 27 sientiabria 1921 g.”, opublikowanego pośmiertnie w piśmie „Pierwopochodnik” w 1976 r., a następnie w książce pt. „Ischod russkoj armii gienierała Wrangiela iz Kryma”, wydanej w Moskwie w 2003 r.